# Faselide
Faselide (in greco antico: Φασηλίς?, in latino Phaselis), in Italiano anche Faseli, era un'antica città greca e romana sulla costa della Licia, nell'odierna Turchia. Le sue rovine si trovano a nord della moderna cittadina di Tekirova, nel distretto di Kemer, nella provincia di Antalya. La città è situata tra le montagne Bey e le foreste del Parco Nazionale dell'Olympos, a 16 chilometri a sud della città turistica di Kemer e al cinquantasettesimo chilometro dell'autostrada Antalya-Kumluca. Faselide e altre antiche città lungo la costa sono accessibili anche dal mare con escursioni giornaliere in barca.

## Storia

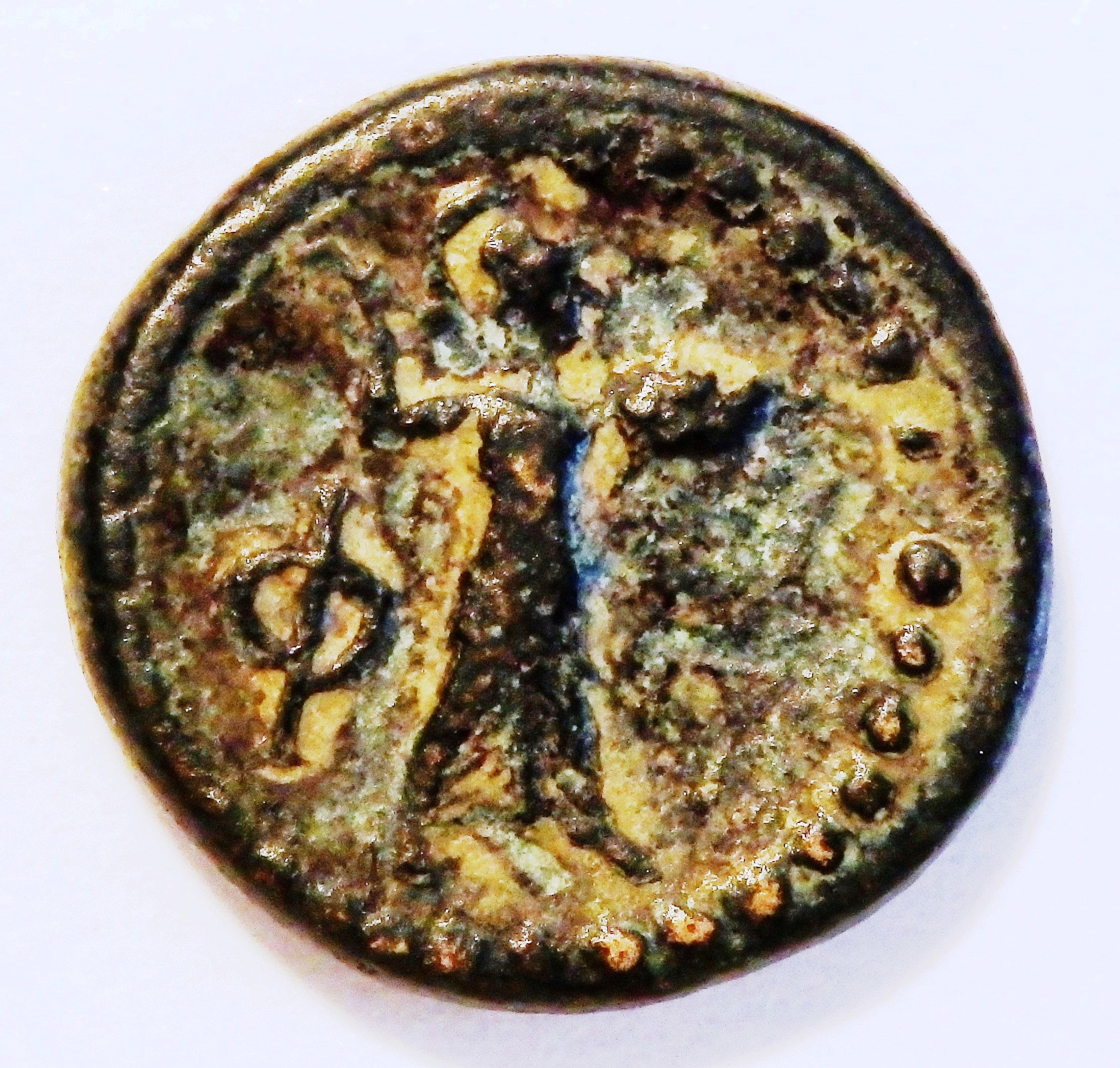
Atena su moneta di Bronzo di Faselide, ca. 200-10 a.C.

La città fu fondata dai Rodioti della città di Lindos forse nel 690 a.C. A causa della sua posizione su un istmo che separa due porti, divenne la città portuale più importante della Licia orientale e un importante centro commerciale tra la Grecia, l'Asia, l'Egitto e la Fenicia, anche se non apparteneva alla Lega Licia. La città fu conquistata dai Persiani dopo la loro conquista dell'Asia Minore. L'ateniese Cimone la fece entrare nella lega delio-attica, poi strinse accordi con re Mausolo e in seguito fu catturata da Alessandro Magno, che vi svernò nell'inverno del 334/333 a.C. prima della battaglia di Isso. Secondo Pausania, nel tempio di Atena, il santuario principale della città, era conservata la lancia di Achille. Anche questo potrebbe costituire un motivo per cui Alessandro, convinto di essere il nuovo Achille, avrebbe deciso di svernare a Faselide. Plutarco riferisce che Alessandro, intossicato dal vino, decorò con ghirlande il monumento di Teodette mentre tornava a casa con i suoi compagni dopo aver bevuto.  Dopo la morte di Alessandro, durante le guerre dei diadochi la città rimase in mani egiziane (sotto la dinastia dei Tolomei) dal 209 a.C. al 197 a.C., quindi fino al 187 a.C. fu in mano Seleucide. Con la conclusione del trattato di Apamea essa fu consegnata a Rodi insieme alle altre città della Licia, le quali insieme a quelle Carie costituirono la Perea Rodia. Faselide rimase sino al 160 a.C. sotto l'egemonia rodia, ma dopo quell'anno fu assorbita dalla confederazione licia sotto il dominio romano.
Faselide, come la vicina Olympos, nel primo secolo a.C. fu sotto la costante minaccia dei pirati, e per qualche tempo la città fu persino occupata dal pirata Zenicete fino alla sua sconfitta da parte del console romano Publio Servilio Vatia Isaurico, che la saccheggiò. Nel 42 a.C. Marco Giunio Bruto fece alleare la città con Roma. Nel terzo secolo d.C. il porto cadde nuovamente sotto la minaccia dei pirati. Faselide iniziò così a perdere importanza, subendo ulteriori perdite per mano delle navi arabe, fino a impoverirsi totalmente nell'undicesimo secolo. Quando i Selgiuchidi cominciarono ad utilizzare come porti Alanya e Antalya, l'importanza portuale della città cessò.
Faselide era il luogo di nascita del poeta e oratore greco Teodette. La città era anche rinomata per le sue rose, dalle quali veniva estratta un'essenza. Faselide era inoltre ricordata dagli scrittori antichi per i fenomeni ignivomi, tuttora in atto, nel vicino monte Chimera.

## Storia ecclesiastica

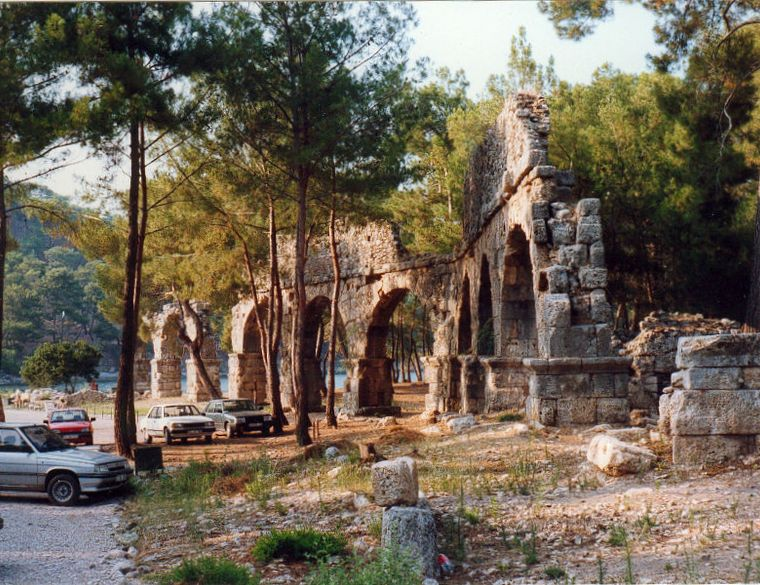
L'acquedotto

Faselide divenne un vescovato cristiano, suffraganeo della sede metropolitana di Myra, la capitale della provincia romana della Licia. Il suo vescovo Frontone prese parte al Concilio di Calcedonia nel 451. Il suo successore, Aristodemo, fu uno dei firmatari della lettera che nel 458 i vescovi della Licia inviarono all'imperatore bizantino Leone I il Trace riguardo all'omicidio di Proterio di Alessandria. Il vescovo ai tempi del Secondo Concilio di Nicea, tenuto nel 787, non partecipò ai lavori del concilio, e gli atti furono firmati in suo nome da un diacono chiamato Ioannes.
Non più vescovato residenziale, Faselide è oggi elencata dalla Chiesa cattolica come sede titolare.

## Il sito odierno

Pianta di Faselide

La città originariamente venne fondata su un promontorio scosceso verso il mare e accessibile dalla terraferma attraverso un istmo. Dopo il saccheggio del 78 a.C. Faselide venne ricostruita più in basso, ma con la tarda antichità tornò a essere abitata solo sul promontorio. La città possiede tre porti: il "Porto Settentrionale", il "Porto da guerra" e il "Porto Protetto", l'ultimo dei quali è oggi il più importante. Una strada antica larga 24 metri attraversa il centro della città. La Porta dell'acquedotto di Adriano si trova nella parte meridionale della strada. Ai lati della strada ci sono rovine di negozi e vicino a queste ci sono rovine di luoghi pubblici come terme romane, piazze e teatri. Queste strutture risalgono al secondo secolo a.C. Alcuni acquedotti scorrono tra l'altopiano alto 70 m s.l.m. e il centro della città. Ci sono anche numerosi sarcofagi.